# Phasmatographa neurotypa
Phasmatographa neurotypa is een vlinder uit de familie van de stippelmotten (Yponomeutidae). De wetenschappelijke naam van de soort werd in 1928 gepubliceerd door Edward Meyrick.